# 横田雅博
横田 雅博（よこた まさひろ、1968年3月1日 - ）は、千葉県出身の元騎手・現調教助手。

## 来歴
競馬学校4期生として内田浩一・岡潤一郎・菊沢隆徳・岸滋彦・千田輝彦・藤原英幸・町田義一と同期になり、1988年3月に美浦・二本柳一馬厩舎からデビュー。
1年目の1988年は3月5日の東京第1競走4歳以上300万下・タツミトウコー（14頭中11着）で初騎乗を果たし、8月27日の函館第7競走駒ヶ岳特別・オギアルバンシアで初勝利を挙げる。函館では9月10日の第5競走4歳以上400万下を関西馬グッドフオルムで逃げ切って2勝目を挙げ、秋の福島では3勝し、1年目の同年は5勝をマーク。
2年目の1989年には5月6日の東京第9競走菖蒲ステークスで8頭中6番人気のオンワードチエに騎乗し、後にラジオたんぱ賞を制すダイワゲーリック、前走クリスタルカップを制したリンカーンシチー、前年夏に小倉3歳Sを制したダンデイアポロを抑えてナルシスノワールの2着に入る。9月17日の中山第12競走4歳以上400万下を千葉産馬ノーザンオーシャンで12頭中12番人気ながら勝利して枠連万馬券の波乱を起こし、12月2日の中山では第5競走4歳以上400万下を茨城産馬アミストライプで13頭中13番人気ながら勝利するなど初の1日2勝を記録し、自身唯一の2桁勝利でキャリアハイの10勝をマーク。
1991年には栗田博憲厩舎のニホンピロウイナー産駒ヤマニンゼファーに騎乗し、調整不足を押しての出走となった中山ダート1200ｍの新馬戦は16頭中12番人気の低評価であったが、後方に控える形から直線一気の目の覚める末脚を繰り出す。上がり3ハロンで他馬を1秒3以上も上回る圧倒的な脚力を見せて勝利すると、続く500万条件も連勝しダートで2戦2勝としたが、クリスタルカップで横山典弘に乗り替わってからは騎乗できなかった。
1993年には8月14日の新潟第1競走4歳未勝利を12頭中10番人気のシャンフィールドで2着に7馬身差付けて逃げ切り、馬連万馬券の波乱を起こすと、翌15日の新潟も勝ち星を挙げて初の2日連続勝利を記録。29日にはシャンフィールドで新潟第10競走湯沢特別を勝利してダート1000m→芝1200mを共に逃げ切りでの連勝となったほか、横田は28日にも勝ち星を挙げており、2度目の2日連続勝利となるなど、同年は新潟戦5勝を含む6勝をマーク。
1994年には夏の新潟だけで4勝を挙げたが、1995年は2勝、1996年は僅か1勝と年々勝利数は減っていき、1997年こそ6勝と盛り返したものの、1998年には0勝に終わる。
地方の指定交流競走では1998年12月にアイネスフウジン産駒コンバットオーキで船橋の'98フェイスフルレイン特別を勝利し、1999年にはトウカイポイントの半姉に当たるマッチザピースで川崎のジューンスター賞→ジュライスター賞を連勝。マッチザピースは中央でも10月17日の東京第8競走4歳以上500万下で初勝利を挙げたが、横田自身は最後の勝利となった。
2000年は1月30日の小倉第6競走4歳以上500万下では18頭中13番人気のクロスヘッドに騎乗し、17番人気スニーカーの2着に入り、馬連7-13は30万3080円の大波乱になった 。大万馬券の馬連7-13は153通り中151番人気で、的中票数は287票、うち小倉での票数は33票であり、ワイドも最高配当で5万3990円となった。デビュー日と同じ3月5日の中京第6競走4歳以上500万下・タケノオージャ（16頭中3着）が最後の騎乗となり、同8日付で現役を引退 。
引退後は根本康広厩舎の調教助手となり、栗田厩舎移籍後はイスラボニータ・マイネルハニー、現在は小手川準厩舎に所属し、ウィルソンテソーロを担当した。

## 騎手成績
| 通算成績 | 1着 | 2着 | 3着 | 4着以下 | 出走回数 | 勝率 | 連対率 |
| -------- | --- | --- | --- | ------- | -------- | ---- | ------ |
| 平地     | 57  | 41  | 64  | 1248    | 1410     | .040 | .070   |
| 障害     | 0   | 0   | 0   | 3       | 3        | .000 | .000   |
| 計       | 57  | 41  | 64  | 1251    | 1413     | .040 | .069   |